# 片冈真实
片冈真实（英語：Mami Kataoka, 1965年—）是一位日本策展人，京都造形艺术大学教授。

## 生平
1965年出生于日本爱知县名古屋市，1988年毕业于爱知教育大学美术科。2003年加入森美术馆，2012年担任第九届光州双年展联合艺术总监，2016年担任第21届悉尼双年展艺术总监，2018年10月升任副馆长兼首席策展人，2020年1月接替南條史生担任森美术馆馆长。